# Konzil von Köln
Das Konzil von Köln fand angeblich am 12. Mai 346 statt, ist aber nur durch gefälschte mittelalterliche Quellen bekannt. Es wird heute als politisch intendierte Fälschung gewertet.

## Politisches Umfeld
Die älteste Nachricht zu dem Ereignis findet sich in der Lebensbeschreibung des Bischofs Maximin von Trier, die im 8. Jahrhundert abgefasst wurde. Danach saß Maximin dem Konzil von Köln vor, das angeblich Bischof Euphrates von Köln abgesetzt habe, weil er des Arianismus verdächtig war. Diese Nachricht wurde vor dem Hintergrund der Konkurrenz zwischen den Bistümern Köln und Trier um Macht und Einfluss verfasst, ein Streit, der vom 8. bis zum 10. Jahrhundert besonders heftig tobte. Die älteste „Kopie“ der angeblichen Konzilsakten stammt aus dem 10. Jahrhundert. Euphrates war im Übrigen ein ausgewiesener Gegner des Arianismus.
Die Trierer Fälschung erwies sich aber als überaus erfolgreich: Die in der Lebensbeschreibung des Bischofs Maximin von Trier verbreitete Version setzte sich vollständig durch, selbst in Köln, wo bereits in einer Bischofsliste des 10. Jahrhunderts Euphrates als Häretiker aufgeführt wird.

## Überlieferung
Nach den Konzilsakten habe Bischof Euphrates vor Zeugen mehrfach die Gottheit Christi geleugnet. Zahlreiche Gemeinden hätten sich darüber beschwert. Daraufhin versammelten sich am Sonntag, den 12. Mai 346, 14 Bischöfe in Köln unter dem Vorsitz des Bischofs Maximin von Trier, um Euphrates abzusetzen. Zehn weitere Bischöfe erschienen nicht persönlich, sondern ließen sich vertreten oder hatten ihre Zustimmung dazu im Voraus erteilt. Der Konzilsbeschluss sei von den zehn anwesenden Bischöfen unterzeichnet worden. Ob diese Bischöfe – einschließlich ihrer Zuweisung zu Diözesen – komplett erfunden sind oder – wenigstens einige – einen historischen Hintergrund aufweisen, ist höchst umstritten.
Erst ab dem 11. Jahrhundert werden die Kölner Synodalakten und die dort geschilderten Ereignisse bei anderen Autoren erwähnt.
Erstmals gedruckt wurde der Text 1538. Schon bald folgten heftige Diskussionen der Gelehrten über den Wahrheitsgehalt des Berichts, die bis in die Mitte des 20. Jahrhunderts andauerten. Heute wird eine mittelalterliche Fälschung angenommen.

### Sekundärliteratur
- Michael Durst: Euphrates, die gefälschten Akten der angeblichen Kölner Synode von 346 und die frühen Bischofssitze am Rhein. In: Siegfried Schmidt (Hrsg.): Rheinisch, kölnisch, katholisch. Beiträge zur Kirchen- und Landesgeschichte sowie zur Geschichte des Buch- und Bibliothekswesens der Rheinlande. Festschrift für Heinz Finger zum 60. Geburtstag (= Libelli Rhenani 25). Erzbischöfliche Diözesan- und Dombibliothek, Köln 2008, ISBN 978-3-939160-13-7, S. 21–62 (Digitalisat).
- Sebastian Ristow: Frühes Christentum im Rheinland. Die Zeugnisse der archäologischen und historischen Quellen an Rhein, Maas und Mosel (= Jahrbuch 2006 des Rheinischen Vereins für Denkmalpflege und Landschaftsschutz). Aschendorff, Münster 2007, ISBN 978-3-402-08121-1, S. 108.